# Ogrodniki Duże
Ogrodniki Duże – część wsi Ogrodniki w Polsce położona w województwie lubelskim, w powiecie bialskim, w gminie Tuczna.
Wierni kościoła rzymskokatolickiego należą do parafii św. Anny w Tucznej.
W latach 1975–1998 Ogrodniki Duże należały administracyjnie do województwa bialskopodlaskiego.